# Kaala Patthar
Kaala Patthar (Hindi: काला पत्थर; übersetzt: Schwarzer Stein) ist ein Hindi-Film von Yash Chopra aus dem Jahr 1979. Er basiert auf der Bergbaukatastrophe in Dhanbad am 27. Dezember 1975.

## Handlung
Der ehemalige Marineoffizier Vijay wurde von einem Kriegsgericht verurteilt und unehrenhaft entlassen – die Strafe für seine Feigheit als Kapitän eines sinkenden Schiffes, in dem 300 Männer ums Leben kamen.
Nun arbeitet Vijay in einer Mine und nutzt jede Gelegenheit, seinen Mut zu beweisen, um seine Vergangenheit zu verdrängen. Ebenfalls in der Mine arbeiten der Kriminelle Mangal, der sich dort vor der Polizei versteckt, und der Ingenieur Ravi. Sie freunden sich mit Vijay an.
Vijay verliebt sich in die Ärztin Dr. Sudha Sen, Mangal flirtet mit der Armreifenverkäuferin Channo und rettet sie vor Vergewaltigern und Ravi trifft seine alte Flamme Anita, die als Journalistin eine Story über die Mine schreiben will.
Doch bald muss sich Ravi um das Leben von Vijay und den anderen Arbeitern sorgen. Der Chef der Mine Dhanraj Puri will einen Tunnel benutzen, der kurz vor einem riesigen Wasserdepot steht. Wenn das Wasser hereinbricht, droht eine Katastrophe, doch Dhanraj ist Geld wichtiger als das Leben der Männer. Deshalb protestieren Vijay, Ravi und Mangal, ein weiterer Freund, für Gerechtigkeit.
Es kommt zum befürchteten Wassereinbruch. Mangal opfert unter Tage sein Leben, damit Ravi und Vijay mehrere Kumpel retten können. Vijay kann so endlich sein Trauma aus der Vergangenheit überwinden.

## Musik
| Songtitel                 | Sänger/in                                                    |
| ------------------------- | ------------------------------------------------------------ |
| Baahon Mein Teri Masti Ke | Lata Mangeshkar, Mohammed Rafi                               |
| Dhoom Mache Dhoom         | Lata Mangeshkar, Mohammed Rafi, Mahendra Kapoor, S. K. Mohan |
| Ek Raasta Hai Zindagi     | Kishore Kumar, Lata Mangeshkar                               |
| Ishq Aur Mushak           | Mahendra Kapoor, Pamela Chopra                               |
| Meri Door Se Aayi Bharat  | Lata Mangeshkar                                              |
| Mujhe Pyaar Ka Tohfa Deke | Mohammed Rafi, Usha Mangeshkar                               |

Die Liedtexte zur Musik von Rajesh Roshan schrieb Sahir Ludhianvi.

## Auszeichnungen
Nominierung beim Filmfare Award 1980
- Filmfare Award/Bester Film an Yash Chopra
- Filmfare Award/Beste Regie an Yash Chopra
- Filmfare Award/Bester Hauptdarsteller an Amitabh Bachchan
- Filmfare Award/Bester Nebendarsteller an Shatrughan Sinha
- Filmfare Award/Beste Nebendarstellerin an Neetu Singh
- Filmfare Award/Beste Story an Salim-Javed
- Filmfare Award/Beste Musik an Rajesh Roshan
- Filmfare Award/Bester Playbacksänger an Kishore Kumar für Ek Raasta Hai Zindagi